# Mount Shackleton
Mount Shackleton (französisch Pic Shackleton) ist ein 1465 m (nach britischen Angaben rund 1300 m) hoher Berg an der Graham-Küste des Grahamlands im Norden der Antarktischen Halbinsel. Mit seinen lotrechten und nach Westen ausgerichteten Kliffs ragt er 4 km östlich des Chaigneau Peak zwischen dem Leay- und dem Wiggins-Gletscher auf.
Teilnehmer der Fünften Französischen Antarktisexpedition (1908–1910) unter der Leitung des Polarforschers Jean-Baptiste Charcot entdeckten ihn. Charcot benannte ihn nach dem britischen Polarforscher Ernest Shackleton (1874–1922). Das UK Antarctic Place-Names Committee übertrug die französische Benennung 1959 ins Englische.